# 云雾薹草
云雾薹草（学名：Carex nubigena），又名聚生穗序薹，为莎草科薹草属的植物。分布在印度尼西亚、阿富汗、斯里兰卡、印度以及中国大陆的陕西、云南、西藏、四川、贵州、甘肃等地，生长于海拔1,350米至3,700米的地区，常生于水边、林缘和山坡路旁。

## 亚种
- 褐红脉薹草（学名：Carex nubigena subsp. albata）为莎草科薹草属云雾薹草的亚种。分布于日本以及中国大陆的湖北、四川等地，生长于海拔1,820米的地区，多生在山坡草地。
- 聚生穗序薹草（学名：Carex nubigena subsp. pseudo-arenicola）是莎草科薹草属云雾薹草的亚种。分布于台湾岛等地，见于高海拔潮湿处。